# Maisod
Maisod là một xã trong vùng hành chính Franche-Comté, thuộc tỉnh Jura, quận Saint-Claude, tổng Moirans-en-Montagne. Tọa độ địa lý của xã là 46° 28' vĩ độ bắc, 05° 41' kinh độ đông. Maisod nằm trên độ cao trung bình là 520 mét trên mực nước biển, có điểm thấp nhất là 423 mét và điểm cao nhất là 553 mét. Xã có diện tích 7.39 km², dân số vào thời điểm 1999 là 271 người; mật độ dân số là 37 người/km².

## Thông tin nhân khẩu
| 1962 | 1968 | 1975 | 1982 | 1990 | 1999 |
| ---- | ---- | ---- | ---- | ---- | ---- |
| 119  | 122  | 133  | 162  | 203  | 271  |

## Địa điểm tham quan
Nhà thờ của Maisod được xây năm 1693. Xuất phát từ thế kỉ thứ 16 là Lâu đài Maisod (Château de Maisod).